# Phaonia basichaeta
Phaonia basichaeta este o specie de muște din genul Phaonia, familia Muscidae, descrisă de Fritz Isidore van Emden în anul 1965. Conform Catalogue of Life specia Phaonia basichaeta nu are subspecii cunoscute.